# Steganacarus boulfekhari
Steganacarus boulfekhari är en kvalsterart som beskrevs av Wojciech Niedbała 1986. Steganacarus boulfekhari ingår i släktet Steganacarus och familjen Phthiracaridae. Inga underarter finns listade i Catalogue of Life.